# Зборівський повіт (Австро-Угорщина)
Зборівський повіт (нім. Bezirk Zborów, пол. powiat zborowski) — адміністративна одиниця у складі Австро-Угорщини в 1904—1918 роках. 
Адміністративний центр — місто[джерело?] Зборів, населення якого становило близько 4 800 мешканців.

## Географія
Територія становила 667 км². Населення — 60 665 осіб (1910).
Зборівський повіт на північному сході межував з Волинню, на сході — з Тернопільським, на півдні — з Бережанським, на заході — з Золочівським, на півночі — з Бродівським повітами.

## Історія
Повіт створений 1 вересня 1904 р. шляхом відокремлення судового округу Зборів від Золочівського повіту.
Повіт за переписом 1910 року налічував 59 гмін (самоврядних громад) і 44 маєтки та займав площу 637 км². Якщо в 1900 р. населення території майбутнього повіту становило 54 972 особи, то в 1910 році тут проживало 60 665 осіб. Тут була більшість українців-грекокатоликів (68 %), євреї становили близько 10 % населення.
1 вересня 1911 р. до вже наявного судового округу Зборів було додано судовий округ Заложці (з Бродівського повіту).